# Vital Signs
Vital Signs är rockbandet Survivors femte studioalbum släppt år 1984. Det är deras första album med sångaren Jimi Jamison. 

## Låtlista

### Sida 1
| Nr | Titel                | Längd |
| -- | -------------------- | ----- |
| 1. | "I Can't Hold Back"  | 3:59  |
| 2. | "High on You"        | 4:09  |
| 3. | "First Night"        | 4:17  |
| 4. | "The Search Is Over" | 4:13  |
| 5. | "Broken Promises"    | 4:01  |

### Sida 2
| Nr | Titel                           | Längd |
| -- | ------------------------------- | ----- |
| 6. | "Popular Girl"                  | 3:39  |
| 7. | "Everlasting"                   | 3:52  |
| 8. | "It's the Singer, Not the Song" | 4:34  |
| 9. | "I See You in Everyone"         | 4:26  |